# Луція (Піран)
Луція (словен. Lucija) — поселення в общині Піран, Регіон Обално-крашка, Словенія. Висота над рівнем моря: 3,6 м. У поселенні немає промисловості, всі види діяльності більш-менш пов'язані з туризмом, торгівлею, послугами, традиційним сільським господарством.